# 坂城町立図書館
坂城町立図書館（さかきちょうりつとしょかん）は長野県埴科郡坂城町の町立図書館。1985年6月11日開館。

## 建物構造
- 所在地 : 〒393-0086 長野県埴科郡坂城町大字中之条2425番地1
- 構造 : 鉄筋コンクリート構造2階建て[1]
- 延床面積 : 1,004m2[1]

## 利用情報
- 開館時間 午前10時から午後6時まで
- 休館日　毎週月曜日、年末年始、3月末日、蔵書点検期間（10月のうちおおむね6、7日間）

1階が開架閲覧用のフロア、2階が学習室や集会、研修用のフロアとなっている。また一部の資料を除き、上田地域図書館情報ネットワーク（エコール）に加盟している周辺市町村（上田市・東御市・長和町・青木村）の図書館や公民館図書室等の資料の貸出しや返却が可能である。 